# Plusiophaes herbuloti
Plusiophaes herbuloti là một loài bướm đêm trong họ Noctuidae.